# Feings (Orne)
Feings é uma comuna francesa na região administrativa da Normandia, no departamento Orne. Estende-se por uma área de 20,55 km². Em 2010 a comuna tinha 194 habitantes (densidade: 9,4 hab./km²).